# Richard Wollheim
Richard Arthur Wollheim, född 5 maj 1923, död 4 november 2003, var en brittisk filosof som är mest känd för sina arbeten inom estetik och medvetandefilosofi. Under sina senare yrkesverksamma år arbetade han med emotioner. Det mest inflytelserika verket Paintin as an Art är en filosofisk behandling av måleriets psykologi. Wollheim var från 1992 ordförande för British Society of Aesthetics (BSA). Han har även formulerat Wollheims paradox.